# Arrià (jurista)
Arrià (en llatí Arrianus) va ser un jurista romà de data incerta, però probablement del segle ii, sota l'emperador Trajà.
Podria ser la mateixa persona que Arrià l'orador, que va mantenir correspondència amb Plini el jove. I podria coincidir també amb Arrià Sever, Prefecte de l'Erari (praefectus aerarii), del que Aburni Valent cita una opinió seva sobre una constitució de Trajà. Va escriure un tractat titulat De interdictis, del que el Digest en cita el segon llibre en un extracte d'Ulpià. No hi ha cap extracte d'Arrià al Digest, tot i que se'l menciona diverses vegades.